# Comisión de Incompatibilidades
La Comisión de Incompatibilidades es una comisión del Senado de España encargada de estudiar la situación de los senadores que pudieran incurrir en incompatibilidad del cargo de senador con otro cargo o negocio ajeno al Senado. Compuesta por 28 senadores, esta comisión tiene como homóloga en el Senado a la Comisión del Estatuto de los Diputados.

## Presidentes
- Federico Zabala Alcíbar-Jáuregui (2 de agosto de 1977-2 de enero de 1979)
- Francisco Ruíz Risueño (5 de abril de 1979-31 de agosto de 1982)
- Nicolás Álvarez Álvarez (2 de diciembre de 1982-23 de abril de 1986)
- Joaquín Ruiz Mendoza
  - Primer mandato: 16 de julio de 1986-2 de septiembre de 1989
  - Segundo mandato: 12 de diciembre de 1989-13 de abril de 1993
- Juan Antonio Arévalo Santiago (21 de julio de 1993-9 de enero de 1996)
- Juan Moya Sanabria (14 de mayo de 1996-16 de abril de 1998)
- Jaime Rodríguez Gómez (21 de abril de 1998-18 de enero de 2000)
- José María Escuin Monfort (9 de mayo de 2000-16 de octubre de 2000)
- Rodolfo Ainsa Escartín (27 de noviembre de 2000-20 de enero de 2004)
- Rodolfo Ainsa Escartín (12 de mayo de 2004-14 de enero de 2008)
- Juan José Imbroda (13 de mayo de 2008-26 de septiembre de 2011)
- Rafael Javier Salas Machuca (24 de enero de 2012-22 de mayo de 2012)
- Antonio Sanz Cabello (5 de junio de 2012-26 de mayo de 2014)
- Juan Manuel Moreno Bonilla
  - Primer mandato: 5 de junio de 2014-30 de junio de 2015
  - Segundo mandato: 9 de julio de 2015-26 de octubre de 2015
  - Tercer mandato: 9 de febrero de 2016-2 de mayo de 2016
  - Cuarto mandato: 13 de septiembre de 2016-27 de septiembre de 2017
- María Dolores López Gabarro (22 de noviembre de 2017-31 de diciembre de 2018
- Eugenio Jesús Gonzálvez García (6 de febrero de 2019-4 de marzo de 2019)
- Julia María Liberal Liberal (31 de julio de 2019-30 de mayo de 2023)

## Composición actual
Actualmente está compuesta por 28 senadores:
| Mesa de la Comisión | Mesa de la Comisión | Mesa de la Comisión                | Mesa de la Comisión                | Mesa de la Comisión    | Mesa de la Comisión           | Mesa de la Comisión               | Mesa de la Comisión           |
| Presidente | Presidente | Vicepresidente primero             | Vicepresidente primero             | Vicepresidente segundo | Vicepresidente segundo        | Secretario primero                | Secretario segundo            |
| --- | --- | ---------------------------------- | ---------------------------------- | ---------------------- | ----------------------------- | --------------------------------- | ----------------------------- |
| (PSOE) | (PSOE) | María Jesús Serrano Jiménez (PSOE) | María Jesús Serrano Jiménez (PSOE) | Juan José Imbroda (PP) | Juan José Imbroda (PP)        | Jesús Javier Lucía Marugán (PSOE) | José Manuel Tortosa Ruíz (PP) |
| Miembros de la Comisión | |                                    |                                    |                        |                               |                                   |                               |
| Grupo Socialista | Grupo Popular | Grupo ERC-EH Bildu                 | Grupo Ciudadanos                   | Grupo Vasco            | Grupo Nacionalista            | Grupo Izquierda Confederal        | Grupo Mixto                   |
| - Rosa María Aldea Gómez - María del Mar Arnáiz - José Asensi Sabater - Marcial Barba González - Rafael Esteban Santamaría - José Fernández Blanco - Juan Carlos Francisco Rivera - María Ángeles Martínez Blanco - Manuel Miranda Martínez - Hamed Mohamed Ahmed - Susanna Moll Kammerich - Elia Tortolero Orejuela | - José Manuel Barreiro - José Ángel Alonso Pérez - Bienvenido de Arriba - Rosa María Arza Rodríguez - Vicente Azpiarte Pérez | - Mirella Cortès Gès               | - Miguel Sánchez López             | - Nerea Ahedo Ceza     | - Josep María Matamala Alsina | - José Manuel Sande García        | - Fabián Chinea Correa        |
| Fuente: | |                                    |                                    |                        |                               |                                   |                               |